# Iniziativa (piroscafo)
Lo Iniziativa è stato un piroscafo per trasporto passeggeri e merci italiano affondato nel corso della prima guerra mondiale.

## Storia
Il piroscafo Iniziativa fu costruito presso il cantiere navale Alexander Stephen & Sons di Glasgow su ordine della Società Italiana di Trasporti Marittimi Raggio & Co. di Genova. Lo scafo, realizzato in ferro, venne varato il 26 luglio 1881.
La lunghezza della nave era di 91,44 m, la larghezza massima di 11,33 m, e la stazza lorda era di 2.032 tonnellate. L'apparato propulsore era basato su una macchina a vapore a duplice espansione che garantiva una potenza di 200 n.h.p. ed azionava una singola elica. La velocità massima era di 11 nodi. La capacità di trasporto era pari a 24 passeggeri in prima classe 24 in seconda classe e 1.000 in terza. Il 19 novembre 1881 l'Iniziativa salpò da Genova per il suo viaggio inaugurale per raggiungere Montevideo e Buenos Aires, riscuotendo un buon successo tra gli emigranti.
Nel 1885 la nave fu venduta alla Navigazione Generale Italiana (NGI) di Genova, iniziando ad operare sulla rotta per New York, negli Stati Uniti d'America. Il 19 maggio 1885 salpò da Catania per raggiungere New York, ed effettuò un totale di 28 viaggi su questa rotta, l'ultimo dei quali il 20 luglio 1894, quando partì da Palermo per raggiungere New York. Nel 1910 la NGI abbandona le tratte intercontinentali, trasferendo i servizio di collegamento nel Mediterraneo alla Società Italiana Servizi Marittimi. Oramai considerata una unità vecchia, lo Iniziativa venne assegnato ai servizi di collegamento regionali. Nel 1915 viene venduta alla Società Tommaso Astarita di Napoli che lo impiegò come nave mercantile.
Salpato da Swansea l'11 novembre 1915, in piena prima guerra mondiale, con destinazione Civitavecchia carico di carbone, scomparve nell'Oceano Atlantico senza lasciare traccia.

### Fonti
1. 1 2 3  Clydeship.
2. 1 2 3  Peluso 2007, p. 10.
3. ↑  Wrecksite.
4. 1 2 3 4 5 6  Peluso 2007, p. 12.